# Єжево (Великопольське воєводство)
Єжево (пол. Jeżewo) — село в Польщі, у гміні Борек-Велькопольський Гостинського повіту Великопольського воєводства.
Населення — 344 особи (2011).

## Демографія
Демографічна структура станом на 31 березня 2011 року:
|          | Загалом | Допрацездатний вік | Працездатний вік | Постпрацездатний вік |
| -------- | ------- | ------------------ | ---------------- | -------------------- |
| Чоловіки | 182     | 37                 | 131              | 14                   |
| Жінки    | 162     | 33                 | 100              | 29                   |
| Разом    | 344     | 70                 | 231              | 43                   |